# Роз'їзд 41 (Аршалинський район)
Роз'ї́зд 41 (каз. рзд.41) — станційне селище у складі Аршалинського району Акмолинської області Казахстану. Входить до складу Жибек-жолинського сільського округу.
Населення — 8 осіб (2021; 116 у 2009, 81 у 1999, 52 у 1989).
Національний склад станом на 1989 рік:
- казахи — 67 %
- росіяни — 21 %.

Раніше селище називалось Обгонний пункт № 41.